# Roka pravice (drama)
Roka pravice je drama Angela Cerkvenika iz leta 1927. 

## Osebe
- Možina, poduradnik
- Miklavčič, načelnik
- Rija, tipkarica
- Štefe, poduradnik
- Borštnik, podjetnik
- Avsec, prokurist
- Ogrin, mesar in politik
- Predsednik senata, Zagovornika, sodniki, pogrebci, občinstvo

## Vsebina
Miklavčič izsili od trgovskega parterja mastno provizijo, za sla uporabi pohlevnega Možino, zmeša mu glavo z obljubami o povišanju. Možina je napol nor od sreče, da bo postal pravi uradnik. Lepi Riji, ki se pusti zapeljevati načelniku, razodene svojo ljubezen, na podstrešju obleče uradniško uniformo in se vdaja vizijam uradniške slave, od slavnostne poroke z Rijo do pogreba z vsemi častmi. 
Šef zameri Možini udeležbo na opozicionalnem shodu, s tem da si je zapravil dekret za povišanje, ki bi moral biti samo še podpisan; zdaj pa mu celo grozi, da ga bodo vrgli iz službe. Obupani Možina hoče kar v vodo, tedaj ga ujame prijatelj Ogrin in ga prepričuje, da bi podpisal časopisni napad na Miklavčiča, v katerem bi razkrinkal vse načelnikove goljufije; ko bo njihova stranka na vladi, bo Miklavčič frčal, njegovo mesto bo prosto za zveste in zaslužne. Možina se pusti zavesti mamljivim obljubam in pristane. 
Obrekovalna kampanja ni uspela, Možina se je znašel v zaporu, vsake krivde oproščeno uradništvo z zagovornikoma in sodnikom vred pa zdaj veselo praznuje v gostilni. Že pijani uprizorijo farso, ki se odigra na sodišču, Možino zaigra njegov cinični prijatelj Štefe. Vse goljufije so bili naprtili Možini in ga obsodili na pol leta zapora. Po prestani kazni ne ve nesrečni Možina ne kod ne kam, obleče uradniško uniformo in se spet poda za vodo. Na veji nad reko se znova vda svojim lepim vizijam, po nesreči pade v vodo in utoni. 